# Държавни приходи
Държавни приходи са доход, получен от управлението. Те са обратното на държавни разходи. Държавните приходи са важна част от фискалната политика.
Приходи може да са от данъци или от неданъчни приходи (като приход от държавно притежавани компании, корпорации и суверенни фондове).